# Sebastián Liera
Carlos Sebastián López Cruz (Ciudad de México, 17 de marzo de 1975-23 de septiembre de 2023), conocido como Sebastián Liera, fue un actor, director y profesor de teatro mexicano; que también se desempeñó como gestor y promotor sociocultural, periodista autónomo y activista político simpatizante del zapatismo.
Era egresado del Centro Universitario de Teatro de la Universidad Nacional Autónoma de México (UNAM), una de las escuelas de estudios superiores en actuación más importantes de su país. Perteneciente a la llamada Generación X, retoma la estafeta de generaciones anteriores en tanto artistas y activistas para hacer de la praxis escénica un diálogo entre la estética y la política.

## Biografía
Hijo de Marilú Cruz Álvarez (Pichucalco, Chiapas, 1949) y de José Sebastián López Martínez (Matehuala, San Luis Potosí, 1943); es nieto del escritor y político potosino Nicolás López Loera. Nació en la Ciudad de México; pero, a raíz de los sismos que sacudieron la Ciudad de México en septiembre de 1985, su familia abandona la capital del país residiendo primero en la ciudad de Querétaro y después en la ciudad de Torreón, Coahuila, donde cursará su educación media superior e iniciará sus carreras escénica, pedagógica y periodística; lo mismo que su militancia política al margen de los partidos políticos.

## El actuar estético

### De "Compañeros" al Grupo Cultural Zero
En agosto de 1990, siendo estudiante de la Esc. Prep. Fed. por Coop. "Calmecac", ingresará al Grupo de Teatro "Compañeros" fundado por el maestro Benjamín Gómez Jiménez en la misma preparatoria una década atrás. Marcado significativamente por esa iniciática experiencia irá en busca de la profesionalización; primero, asistiendo al taller de teatro de la ya extinta Casa de la Cultura de Torreón, impartido por el maestro Alfonso López Vargas; después, cursando el Diplomado en Actuación del también ya desaparecido Centro de Formación Teatral "Mayrán", dirigido por el Alfonso Garibay Martínez en el teatro que actualmente tiene su nombre. Sin embargo, no asomará a la vida profesional sino hasta finales de 1994, año en el que se muda a la ciudad de Cuernavaca, Morelos, para hacer teatro con el Grupo Cultural Zero, A.C., dirigido por su tío, el actor, director, escritor y músico Eduardo López Martínez.

Entre octubre de 1994, cuando se suma a la producción de Sancochado callejero, dirigida por Eduardo López Martínez, y mayo de 2000, cuando ingresó al Centro Universitario de Teatro de la Universidad Nacional Autónoma de México, Sebastián irá haciéndose de una técnica actoral que, en tanto actor de teatro popular y callejero, se reconoce heredera de una línea genealógica que va del cómico de la legua español (emparentado con el cómico dell'arte italiano) al cómico de la carpa mexicana, mientras abreva de las poéticas de un teatro latinoamericano que camina entre las influencias del llamado teatro épico brechtiano y las enseñanzas del teatro del oprimido boaliano; no en vano el investigador teatral Donald H. Frischmann (1985) ha considerado al Grupo Zero y sus integrantes como dignos representantes de los géneros populares del teatro mexicano:
El Grupo Zero ha incursionado en una variedad de formas teatrales, destacándose entre ellas el teatro de revista carpero. En espectáculos de creación colectiva como La Carpa Zero y En la tierra del nopal, el grupo retoma esta tradición, dándole toques originales, como su muy hábil utilización de las máscaras y los disfraces, y a través de ella da su perspectiva acerca de personajes de la vida social del México actual; funcionarios y vedettes, 'pelados' y policías, amas de casa, figuras del hampa, vendedores ambulantes, artistas, ricos y pobres figuran en cuadros cuya comicidad frecuentemente responde a un humor negro y que ofrece la risa como válvula de escape frente a situaciones aparentemente insuperables, a la vez que provoca la reflexión crítica. Problemas sociales y políticos como la represión y la desaparición de ciudadanos, el subempleo, la prostitución de la democracia y de toda la maquinaria de poder en México, el charrismo sindical y la institución de la 'mordida' son examinados crítica y humorísticamente por el Grupo Zero. No sorprende, pues, que por su ingenio y por sus grandes cualidades humanas este grupo se haya colocado a la vanguardia del nuevo teatro popular e independiente de México.

### Del CUT a la Red Alterna
Con su ingreso al Centro Universitario de Teatro, al profesionalismo adquirido sobre la práctica de las tablas le añadirá el profesionalismo académico de los estudios superiores; allí, se encontrará con la línea formativa que caracterizó a la administración del maestro José Ramón Enríquez, marcada "por la idea de una herencia áurea como equipaje en la genealogía del actor de habla hispana, el actor mexicano incluido", que se corresponderá con la tradición escénica anterior de "hacer la legua". No será extraño que al egresar en 2004, quienes lo llamaran a trabajar fueran el maestro Eduardo Contreras Soto, especialista en Siglo de Oro español y teatro clásico griego, para las lecturas en atril de la traducción áurica de Los Acarnios, de Aristófanes, y la directora Ana Luisa Alfaro, para hacer con la compañía Perro Teatro una gira de entremeses cervantinos y pasos ruedianos por el estado de Guanajuato.
Podría decirse que el quehacer estético de Sebastián está significado por una clara apuesta al teatro de grupo; dicho de otra manera, no parece ser un actor que crea en el trabajo aislado del artista escénico; así, de 2004 a 2006, de la misma manera como antes perteneció al Grupo de Teatro "Compañeros", el Taller de Artes Escénicas "Gresca", el Grupo "Payasso" o el Grupo Cultural Zero, se integró a las filas de Perro Teatro, colectivo dirigido por Gilberto Guerrero que tuviera el Teatro Santa Fe del IMSS en comodato por ocho años. Será allí, para el programa de mano de Los locos de Valencia, de Lope de Vega, dirigida por Guerrero, donde usará por primera vez el nombre artístico de Sebastián Liera. No obstante, en 2008, luego de un breve lapso de haberse retirado de los escenarios tras la represión al movimiento de La Otra Campaña, a la cual se había adherido en 2005, se muda de nuevo; esta vez, a la ciudad de Mérida, Yucatán, donde además de impartir clases en la Licenciatura en Teatro de la Escuela Superior de Artes de Yucatán, trabajará con distintos colectivos teatrales, entre los que destacan: Teatro Hacia el Margen, asociación civil presidida por el maestro José Ramón Enríquez; la ya inexistente Compañía Estatal de Teatro "Balts'am", dirigida entonces por Francisco Marín; Murmurante Teatro, fundada por Ariadna Medina y Juan de Dios Rath; Borba Teatro, encabezado por Nelson Cepeda Borba; Titeradas, capitaneada por el escritor y director Wilberth Herrera, y El Sótano, Colectivo Escénico, compañía residente y anfitriona de Tapanco Centro Cultural y cofundadora de la Red Alterna / Agrupación de Artistas Escénicos.
En Yucatán irá consolidando también su experiencia como docente y promotor sociocultural, iniciada en Torreón, Coahuila, hacia 1993, ampliando la investigación en la acción que le llevó en 2002 a crear el neologismo actu@cción. Así, en 2014, en el marco del Circuito Regional "Sacbé" organizado por el colectivo escénico El Sótano, coordina un espacio de compartición de experiencias y saberes entre compañías de artes escénicas y organizaciones de la sociedad civil llamado "Seminario de Actu@cción"; y, entre 2016 y 2017, en coordinación también con la Red Alterna, el "Seminario de Herramientas Escénicas (y Sociales) para la Acción Comunitaria"; ambos en Tapanco Centro Cultural, A.C., uno de los espacios alternativos más destacados de la escena meridana, al que se une desde finales de 2012 siendo promotor en México de la campaña internacional Theatre Uncut, en contra de los recortes a la cultura emprendidos por gobiernos neoliberales en diversas latitudes del planeta.

## El actuar político

### De la toma de la Prefema a la CND zapatista
En Sebastián Liera, el actor de la escena teatral siempre ha ido acompañado del actor de la escena social, el actor político; el mismo apellido Liera, el cual toma del dramaturgo sinaloense Óscar Liera, pretende significar que, al igual que el autor de El jinete de la Divina Providencia, su quehacer teatral no puede divorciarse de la realidad social, política, económica y cultural que le rodea. Así, en 1991, mientras era parte del Grupo de Teatro "Compañeros" de la escuela preparatoria donde estudiaba, siendo representante de su grupo y grado ante el Consejo Estudiantil, fue elegido para presidirlo. La presidencia del Consejo Estudiantil, como cuenta él mismo en su bitácora electrónica, le llevó a encabezar un movimiento estudiantil bastante efímero (duraría entre cuatro y cinco meses) para exigir "la intervención de las autoridades (educativas) en el deslinde de responsabilidades" por la comisión del delito de fraude en detrimento de los salarios de sus maestras y maestros, en la Escuela Preparatoria Federal por Cooperación "Calmecac". A principios de 1992, el movimiento terminó con el cumplimiento de todas sus demandas por parte de las autoridades educativas; sin embargo, el gobierno federal ordenó el despido de nueve maestras y maestros bajo la acusación de haber sido quienes instigaron la toma de las instalaciones. Sebastián, aún en la presidencia del Consejo, llamó a la comunidad estudiantil a defender a sus docentes; pero, desgastada por el movimiento anterior y con la nueva mesa directiva de la Sociedad de Padres de Familia a favor del despido, la comunidad de estudiantes votó en contra de la defensa; Sebastián respondió renunciando a su puesto como presidente del Consejo Estudiantil.
A raíz de la toma de la Escuela Preparatoria "Calmecac", mejor conocida como Prefema, un año más tarde, en mayo de 1993, Sebastián será contactado por militantes de la Coordinadora Nacional de Acción Cívica para la Liberación Nacional (CONAC-LN), cuya comisión jurídica asesoraría al Ejército Zapatista de Liberación Nacional (EZLN) ante el proceso de diálogo con el gobierno federal, en 1994. En agosto de ese mismo año, ante el llamado zapatista a celebrar la Convención Nacional Democrática, asistirá al Aguascalientes de Guadalupe Tepeyac, Chiapas, en representación de su comité civil, donde también participaba su hermano, el escritor y videoasta Nicolás López Cruz. En Aguascalientes, luego de las mesas de trabajo celebradas en San Cristóbal de las Casas, será nombrado uno de los dos representantes por el estado de Coahuila ante la presidencia colectiva de la CND, presidida a su vez por Rosario Ibarra; pero, por un error en la relatoría, aparecerá en los documentos fundacionales de la CND con el nombre de Carlos García López. 1994 terminará con el rompimiento del EZLN con la CONAC-LN y el llamado a sus bases, las de la CONAC-LN, "que siempre se han caracterizado por su trabajo desinteresado y honesto en la lucha civil y pacífica por la democracia, la libertad y la justicia", a sumarse a los comités de base de la misma CND. Así, Sebastián se mudará a la ciudad de Cuernavaca, donde abandonará la CONAC-LN para acercarse a los comités de la CND en Morelos.

### Derechos humanos, neozapatismo y elecciones
En Morelos, Sebastián irá alternando su labor en la escena estética, trabajando como actor de reparto en el Grupo Cultural Zero, con el de la escena política, dedicándose, por un lado, a labores de animación sociocultural y promoción y defensa de derechos humanos con las organizaciones de la sociedad civil Cultura Joven, A.C. y la Comisión Independiente de Derechos Humanos de Morelos, A.C. (CIDHM), respectivamente, y participando, por otro lado, en las iniciativas políticas lanzadas por el EZLN, como la organización de la Consulta Nacional por la Paz y la Democracia, de agosto de 1995; la fundación del Congreso Nacional Indígena (CNI), en octubre de 1996; la fundación del Frente Zapatista de Liberación Nacional (FZLN), en 1997, o la organización de la Consulta por el Reconocimiento de los Derechos de los Pueblos Indios y por el Fin de la Guerra de Exterminio, entre 1998 y 1999. Y, tras seis años de intensa actividad cultural y política que incluyó participar en las movilizaciones que propiciaron la renuncia de Jorge Carrillo Olea como gobernador del estado de Morelos, hacer trabajo de observación electoral y de observación del proceso de militarización en la frontera entre los estados de Guerrero y Morelos, y colaborar en diversos proyectos de medios de comunicación en la prensa escrita y electrónica; en 2000, promovido por la CIDHM, ocupa uno de los asientos en el Consejo Electoral del Distrito 01 del entonces Instituto Federal Electoral (IFE) en Morelos, presidiendo la Comisión de Capacitación Electoral y Educación Cívica.
Ese mismo año, 2000, ingresa al Centro Universitario de Teatro para estudiar la carrera de Actuación. No obstante, su quehacer político no mengua: en 2002, participa en la conformación del Comité Mexicano de la Campaña Continental contra el ALCA y promueve la creación del Comité Morelense de la misma campaña, con el objetivo fundamental de realizar una consulta nacional sobre los acuerdos y tratados comerciales que los gobiernos mexicanos suscriben con los de otros países a espaldas de sus ciudadanos, entre octubre de 2002 y marzo de 2003; también en 2003, será de nuevo Consejero Electoral del Distrito 01 del IFE, en Morelos, y estará presente en los actos de celebración en que los Aguascalientes zapatistas se convierten en los Caracoles de las Juntas de Buen Gobierno de los llamados Municipios Autónomos Rebeldes Zapatistas, en Chiapas.

### DeLa Otra ChilangaaLa Hija de la Otra Chilanga
Dos años más tarde, en 2005, un año después de haber egresado de la Universidad Nacional Autónoma de México y de cara a la derrota del Área de Libre Comercio de las Américas en la IV Cumbre de las Américas en noviembre de ese mismo año, suscribe la Sexta Declaración de la Selva Lacandona y se vuelve adherente de La Otra Campaña; en consecuencia, renuncia a ser Consejero Electoral del IFE aun cuando la legislación electoral le permitía reelegirse como tal para los procesos de 2006 y 2009. Su principal trabajo como adherente de La Sexta será ser parte del equipo editorial que publicaba el medio digital La Otra Chilanga, cuya coordinación simbólica estaba en manos de Dení Prieto Stock, asesinada en febrero de 1974 tras una serie de ataques del ejército federal a "casas de seguridad" de las Fuerzas de Liberación Nacional. La Otra Chilanga se destacó por ser uno de los primeros medios digitales alternativos de La Sexta que cubrió La Otra Campaña, incluyendo la represión al pueblo de San Salvador Atenco y al Frente de Pueblos en Defensa de la Tierra; después cubriría también la lucha de la Asamblea Popular de los Pueblos de Oaxaca; ambas, en mayo de 2006.

Entre 2006 y 2016, La Otra Chilanga cambió de nombre, primero, a La Sexta Chilanga y, después, a La Sexta Nius. Su último nombre ha sido el de La Hija de la Otra Chilanga, en clara referencia a El Hijo del Ahuizote, periódico satírico antiporfirista editado inicialmente por Daniel Cabrera Rivera, Manuel Pérez Bibbins y Juan Sarabia, y posteriormente por los hermanos Enrique y Ricardo Flores Magón. Su intención, se lee en su sitio web, es:
adelantar la mirada al nuevo paso que ya se asoma, uno en el que La Sexta no alcanza como único referente para definirnos; uno el que, al mismo tiempo que miramos hacia adelante estemos manteniendo la mirada al lugar de donde venimos y en un guiño genealógico decir:
Aquí estamos. Somos lxs mismxs y no somos, porque somos otrxs y no somos. Somos quienes venimos de ayer para recoger la estafeta que cual bastón de mando-sin-mando nos ayude a acompañar el caminar de mañana. Somos La Hija de la Otra Chilanga. Y nuestros principios son ya, también, los mismos que rigen el andar del EZLN y el andar del CNI:
servir y no servirse
representar y no suplantar
construir y no destruir
obedecer y no mandar
proponer y no imponer
convencer y no vencer
bajar y no subir
El nuevo paso al que parecen hacer referencia es a la propuesta que en octubre de 2017 hizo el Ejército Zapatista de Liberación Nacional al Congreso Nacional Indígena de conformar un Concejo Indígena de Gobierno que se presentara a las elecciones federales de 2018, teniendo como vocera a la médico tradicional originaria del pueblo nahua María de Jesús Patricio Martínez. La Hija de la Otra Chilanga tiene colaboradoras y colaboradores en Ciudad de México, Puebla, Yucatán y Estados Unidos; entre sus articulistas están la escritora Malú Huacuja del Toro, el analista Javier Hernández Alpízar, el presbítero Raúl Lugo Rodríguez y el mismo Sebastián Liera, aunque su periodicidad es más bien irregular.

## Laactu@cción

### El meta-modelo ECO2
En 1995, Sebastián se integra a Cultura Joven, A.C., una organización no gubernamental creada con el objetivo de "contribuir al desarrollo integral de las y los jóvenes, adolescentes y niños de Morelos, especialmente quienes se encuentran en situación crítica." Su tarea inicial sería la de impartir un taller de elaboración y manejo de máscara teatral a beneficio de niñas, niños, adolescentes y jóvenes de la colonia Jardín Juárez del municipio de Jiutepec, Morelos. Ese mismo año, Cultura Joven y otras tres organizaciones de la sociedad civil mexicana: Cáritas Arquidiócesis de México, Hogar Integral de Juventud y Centro Juvenil de Promoción Integral, con financiamiento de la Unión Europea, primero, y del gobierno alemán y la agencia alemana Deutscher Caritasverband, después, llevaron a cabo un proceso de investigación en la acción para desarrollar un modelo de prevención, reducción del daño, tratamiento y reinserción social en relación con las farmacodependencias y situaciones críticas asociadas, cuyo resultado fue el diseño de un meta-modelo de intervención social llamado ECO2 (Epistemología de la Complejidad, Ética y Comunitaria).

El ECO2, a decir de Juan Machín Ramírez, fue desarrollado
para la intervención sobre un amplio espectro de fenómenos hipercomplejos denominados de sufrimiento social (y) emplea las redes sociales como una útil y poderosa perspectiva teórico-metodológica tanto para el diagnóstico (de personas y de comunidades locales) como para el diseño y desarrollo de las estrategias de intervención en una gran variedad de contextos sociales (incluyendo los considerados de exclusión social grave), con objetivos de prevención, reducción de daños y riesgos asociados, así como para el tratamiento basado en la comunidad de diferentes situaciones de sufrimiento social (consumo problemático de sustancias psicoactivas legales y/o ilegales, situación de calle, menores infractores, violencia de género, explotación sexual comercial infantil, etcétera). La intervención en el modelo ECO2busca, dentro de una comunidad local, la articulación de una red de recursos, crear una red operativa (red social subjetiva comunitaria de las y los operadores de la intervención) y aumentar la complejidad efectiva de las redes sociales de las personas, especialmente aquellas que se encuentran en situación de exclusión social grave.
Como colaborador de Cultura Joven, Sebastián se convirtió en un operador social cuyo trabajo de intervención se basó en las líneas de: a) Investigación en la acción; b) Diseño de metodologías; c) Formación de agentes; d) Articulación en redes; e) Definición de políticas sociales de juventud y niñez, y f) Creación de espacios para niñas, niños, adolescentes y jóvenes; todas, en el marco del meta-modelo de intervención ECO2, que recién se estaba creando. Así, participó en la creación de espacios como el Taller Permanente de Artes Escénicas "Mitote" y Teatro Teketke, y fue miembro del equipo que creó el Centro de Comunicación Juvenil de Cultura Joven, entre cuyos proyectos más destacados estuvieron el programa de radio La Banda, la revista Generación Z y el suplemento periodístico El Circo, donde Sebastián participó como articulista e integrante de sus consejos editoriales, y la cobertura que desde todos esos proyectos se hizo de la Consulta por el Reconocimiento de los Derechos de los Pueblos Indios y por el Fin de la Guerra de Exterminio, entre 1998 y 1999, obteniendo el Premio Nacional de Derechos Humanos "Don Sergio Méndez Arceo" ese mismo año, como co-organizadores de dicha consulta.

### La RED@ctuar
En el año 2000, Sebastián ingresa al Centro Universitario de Teatro de la Universidad Nacional Autónoma de México; allí, un año más tarde, impulsa la creación de la Red de Encuentro y Diversidad para la Actuación, RED@ctuar, en agosto de 2001. La RED@ctuar, llamada en un inicio red etérea y metavirtual de cambalache chorero y paratextual sobre artes escénicas y demás chunches, surgió con la idea de generar un espacio que propiciara la participación reflexiva de las y los estudiantes del Centro Universitario de Teatro, en torno al posible Congreso Universitario que se celebraría en la misma Universidad Nacional Autónoma de México como respuesta a la huelga estudiantil de 1999. Desde un principio, la RED@ctuar, a decir del propio Sebastián, apostó por convertirse en
Un espacio donde puedan interactuar diversas y variadas formas de sentir, pensar y actuar la escena, sin hacer de estos ejercicios un hecho aislado en la mar de acontecimientos sociales y culturales que nos rodean y afectan desde lo personal hasta lo global, pasando por lo local; partiendo de un doble sentido de lo que por actuar entendemos: el actuar teatral y el actuar social: la actu@cción.
Entre 2003 y 2006, se integra, por una parte, al equipo del proyecto piloto de «Centros de Promoción para la Infancia en Situación de Calle Matlapa», en particular el de Centros de Prevención Comunitaria Reintegra, I.A.P., y, por otra parte, a la compañía Perro Teatro, quienes entonces tienen el Teatro Santa Fe del IMSS en comodato. Por si fuera poco, a partir de 2006, siendo «adherente» de la Sexta Declaración de la Selva Lacandona del EZLN, se suma a los trabajos organizativos de la Otra Campaña y a la lista de colaboradores del periódico digital Rebelión.
Tras la muerte del maestro, director y actor de teatro popular Juan Francisco Kuykendall Leal a causa del impacto de un proyectil de gas lacrimógeno en la toma de posesión de Enrique Peña Nieto como presidente de México y la posterior desaparición del activista y también actor de teatro popular Teodulfo Torres Soriano, testigo clave de la agresión a Kuykendall, Sebastián Liera se radicalizará en sus posiciones y escritos al frente del proyecto editorial La Sexta Nius. Sin embargo, será la desaparición forzada de 43 estudiantes normalistas de la Escuela Normal Rural "Raúl Isidro Burgos", mejor conocida como Ayotzinapa, la que lo hará renunciar al diario Milenio Novedades de Yucatán y, más tarde, ser despedido de la Escuela Superior de Artes de Yucatán.
Colaborador de Tapanco Centro Cultural, a mediados de 2016 se integra como responsable de proyectos de la Red Alterna / Agrupación de Artistas Escénicos. Escribe para la Agencia Latinoamericana de Información (ALAI), se convierte en colaborador de dos proyectos editoriales más: Edulibertad, de muy corta vida, y Revista Soma, y comienza su acercamiento hacia el uso terapéutico de las artes escénicas en Kaaxankilil, espacio integrante de Río Abierto Internacional. 2017 no terminará sin haberse sumado a un nuevo proyecto editorial: Miradas Múltiples, fundado por la periodista mexicana con residencia en España, Gloria Serrano.

#### Túumben Kuxtal
En 2013, la asociación civil Yaaxil tu Ser, Desarrollo e Integridad, A.C. decide llevar a cabo un proyecto de coaching social y comunitario con base en la defensa y promoción de derechos sexuales y reproductivos en comunidades indígenas yucatecas; para ello, Yaaxil contacta a dos organizaciones que realizan trabajo con jóvenes de pueblos originarios en Yucatán: Investigación y Educación Popular y Autogestiva, A.C. (IEPA, A.C.) y la Universidad Campesina e Indígena en Red (UCI-Red). La idea del proyecto de Yaaxil, que contó con financiamiento de la Fundación W.K. Kellogg, era verter los contenidos trabajados en el taller en una obra de teatro y, buscando quién pudiera acompañar esa labor, dieron con Sebastián Liera; así nació La otra cara (U láak' táanich), obra de teatro con la que se hizo una gira por el sur del estado, en los municipios de Maní, Oxkutzcab, Yotholín, Emiliano Zapata (Cooperativa), Mayapán, Tipikal y Teabo, y cerró en Mérida.
Yaaxil se había quedado con la deuda moral de involucrar a las y los jóvenes del oriente de Yucatán, por lo que gestionó recursos para un nuevo proyecto; no se consiguió con Kellogg, pero sí con el Centro Nacional para la Prevención y Control del VIH y el SIDA (Censida), y, para llevarlo a cabo, contactó de nuevo a UCI-Red y a otra asociación civil: El Hombre Sobre la Tierra. Con la intermediación de la gente de El Hombre Sobre la Tierra se pudo contactar a la Cooperativa Ta'akbi Ja', que tienen un proyecto de ecoturismo comunitario en Muchucuxcah, Chankom; allí, se llevó a cabo un nuevo taller de derechos sexuales y reproductivos, impartido por Verónica Olicón, presidenta de Yaaxil, y un nuevo taller de teatro para remontar un nueva versión de La otra cara; una versión que se apropiaran las y los jóvenes del oriente del estado; así nació Una historia nuestra, y, también, el primer intento de armar un colectivo de jóvenes: Táankelem Túukul. Con Una historia nuestra, Táankelem Túukul se presentó en Muchucuxcah, Xanlah, Ekpedz, Chichimilá, Pocbichen, Popolá, Chikindzonot y Xuxcab, y, de nuevo, en Mérida; en 2014.
En 2015, Yaaxil ya no consiguió nuevos recursos para continuar su trabajo en Yucatán; pudieron hacerlo para acercarse a las Casas de la Mujer Indígena (CAMI's) del centro de México, donde Sebastián impartió talleres de teatro social a mujeres de los pueblos nahua, hñähñú y p'urhépecha en Puebla y Querétaro. Sin embargo, El Hombre Sobre la Tierra retomó el proyecto de teatro social y, en un principio con Yaaxil, y más tarde por su cuenta, retomaron Una historia nuestra para traducirla por completa a la maya; así surgió Jumpeel K k'aj Layil, que se presentó hasta entrado el 2016.
2016 fue el año en el que Táankelem Túukul desaparece para dar paso a Túumben Kuxtal; 2017 será, a su vez, el año en el que Túumben Kuxtal se consolide de la mano de la obtención de un apoyo del Programa de Apoyo a las Culturas Municipales y Comunitarias (PACMyC) de la actual Secretaría de Cultura federal, y el "Seminario de Herramientas Escénicas (y Sociales) para la Acción Comunitaria" coordinado por el mismo Sebastián Liera, co-organizado por El Sótano-Tapanco Centro Cultural y la Red Alterna, donde conocieron a 18 colectivos, compañías y organizaciones escénicas y sociales del estado de cuyas experiencias y metodologías han abrevado para fortalecerse como colectivo.

## Carrera

### Escena

#### Teatro
- La raya, de Alejandro Licona (1990). Dir. Jorge de los Reyes.
- San Mateo de Arriba, de Benjamín Gómez Jiménez (1990). Dir. Jorge de los Reyes.
- Para siempre, de Benjamín Gómez Jiménez (1990). Dir. Jorge de los Reyes.
- Fábrica de ilusiones, de Benjamín Gómez Jiménez (1991). Dir. Jorge de los Reyes.
- Historia del zoológico, de Edward Albee (1991). Dir. Alfonso López Vargas.
- El burgués gentilhombre, de Jean-Baptiste Poquelin, Molière (1992). Dir. Jorge de los Reyes y Sara Artea.
- Las cosas simples, de Héctor Mendoza (1992). Dir. Virginia Valdivieso.
- El Quijote en el mundo del payaso (1993). Adaptación y dirección: José Luis Urdaibay.
- El gato con botas (1993). Adaptación y dirección: José Luis Urdaibay.
- Sancochado callejero, de Eduardo López Martínez, Berta Alicia Macías Lara y Enrique Ballesté (1994). Dir. Eduardo López Martínez.
- Dos tandas por un boleto, de Eduardo López Martínez y Enrique Ballesté (1995). Dir. Eduardo López Martínez.
- La tumba de Antígona, de María Zambrano (1996). Dir. José García Gómez.
- Amar, morir y soñar, creación colectiva (1997). Dir. Sebastián Liera.
- Teatro Carpzero (1997). Creación y dirección: Eduardo López Martínez.
- De carpa caída, creación colectiva (1997). Dir. Sebastián Liera.
- Estállame corazón, de Berta Alicia Macías Lara (1997). Dir. Emmanuel Márquez.
- También los muertos podemos hablar (1997). Adaptación y dirección: Sebastián Liera.
- Y la historia comenzó..., creación colectiva (1998). Dir. Sebastián Liera.
- Pinto mi calavera al pie de tu sepulcro (1998). Creación y dirección: Eduardo López Martínez.
- Macario, de Juan Rulfo (1998). Dir. Eduardo López Martínez.
- La hija del aire, de Pedro Calderón de la Barca (2001). Dir. Eduardo Contreras Soto y Óscar Ulises Cancino.
- La ronda, de Arthur Schnitzler (2001). Dir. Gilberto Guerrero.
- Traición, de Harold Pinter (2002). Dir. Gilberto Guerrero.
- Moctezuma II, de Sergio Magaña (2003). Dir. José Ramón Enríquez.
- Camino rojo a Sabaiba, de Óscar Liera (2004). Dir. Sergio Galindo.
- Los pasos del simple, de Lope de Rueda (2005). Dir. Ana Luisa Alfaro.
- Las acarnios, de Aristófanes (2005). Dir. Eduardo Contreras Soto.
- Don Juan Tenorio, de José Zorrilla (2005). Dir Ana Luisa Alfaro.
- El diablo con tetas, de Dario Fo (2006). Dir. Gilberto Guerrero.
- Los locos de Valencia, de Félix Lope de Vega y Carpio (2007). Dir. Gilberto Guerrero.
- Guerrero en mi estudio (2009). Creación y dirección: José Ramón Enríquez.
- Zorros chinos, de Emilio Carballido (2009). Dir. Francisco Marín.
- Orestes o Dios no es máquina, de Miguel Ángel Canto (2009). Dir. Sebastián Liera.
- Tartufo, de Jean Baptiste Poquelin, Molière (2009). Dir. Miguel Ángel Canto.
- Divinas palabras, de Ramón María del Valle-Inclán (2009). Dir. Sebastián Liera.
- Tu ternura molotov, de Gustavo Ott (2010). Dir. Juan de Dios Rath.
- El perro del hortelano, de Félix Lope de Vega y Carpio (2010). Dir. Francisco Marín.
- Los sueños, ¿sueños son? (2010). Dramaturgia y dirección: Sebastián Liera.
- Somos así (2011). Creación y dirección: Wilberth Herrera.
- Fuenteovejunica (2011). Dramaturgia y dirección: Sebastián Liera.
- Ah Kin Chi: profeta maya, de Hernán Lara Zavala (2011). Dir. José Ramón Enríquez.
- La razón blindada, de Arístides Vargas (2011). Dir. Nelson Cepeda Borba.
- Ansia, de Sarah Kane (2011). Dir. Ulises Vargas.
- Bodas de sangre, de Federico García Lorca (2012). Dir. Yatzaret Castillo.
- La colección, de Harold Pinter (2012). Dir. Christian Rivero.
- Así que pasen cinco años: Leyenda del tiempo, de Federico García Lorca (2012). Dir. José Ramón Enríquez.
- Punto muerto, de Blanca Domenech (2013). Dir. Sebastián Liera.
- Arrojados al mundo sin cobertor de lana, de Mario Cantú Toscano (2013). Dir. Pablo Herrero.
- Formión, de Publio Terencio Afro (2013). Dir. Miguel Ángel Canto.
- Puente alto, de Enrique Ballesté (2013). Dir. José Ramón Enríquez.
- La otra cara / U láak' táanich, creación colectiva (2013). Dir. Sebastián Liera.
- El jinete de la Divina Providencia, de Óscar Liera (2015). Dir. Alejandra Argoytia.
- Jumpéel K k'aj Layil, creación colectiva (2015). Dir. Sebastián Liera.
- La hija del rey, de José Peón Contreras (2016). Dir. Juan Ramón Góngora.
- Un juguete para Margarita, de María Fernanda Cosin (2017). Dir. Mónica Vázquez.
- Macario Muuch [Tiempo Uno], original de Juan Rulfo (2017). Concepto escénico: Sebastián Liera.
- [La] Félix Kulpa, original de Xavier Agnan Pommeret (2017). Dir. LAYC (El Joven).
- El cruce, de Alejandro Román (2017). Dir. Adis Eduardo López.

#### Performance
- Las tentaciones de la carne (1992). Taller de Artes Escénicas "Gresca".
- Primer movimiento (1992). Taller de Artes Escénicas "Gresca".
- Segundo movimiento (1992). Taller de Artes Escénicas "Gresca".
- Los reflejos de Teresa (1996). La Lúgubre Teresa.
- Salud esqueletos (1996). Taller de Artes Escénicas "Gresca" / Taller Permanente de Artes Escénicas "Mitote".

#### Ópera de cámara
- La serva padrona, de Giovanni Battista Pergolesi (1993). Dir. Alicia Torres Garza.

#### Teatro en atril
- Los de abajo, de Mariano Azuela (2002). Dir. José María Mantilla.
- Épica de la inmediatez, de Hugo Abraham Wirth (2016). Dir. Mabel Vázquez.

#### Cabaret
- Cabaret México (2005). Creación y dirección: Gilberto Guerrero.
- Cabaret "Casa de muñecas", de Fernando Balam (2012). Dir. Miguel Flota.

#### Cine
- El chiste, realización de Luis Ramírez (México, 2014).
- El vuelo del topo, realización de Marco Marín y Daniel Canto (México, 2017).
- Perro zeta, realización de Luis Ramírez (México, 2018).
- Tenemos prisa, realización de Luis Ramírez (México, 2018).

### Docencia

#### Iniciación artística
- 1993 - 1994: Casa de la Cultura (Torreón, Coah.):
  - Taller de Iniciación teatral.
- 1999: Dir. Municipal de Educación, Recreación y Patrimonio Cultural | Ayuntamiento de Jiutepec (Jiutepec, Mor.):
  - Taller de Iniciación teatral para niñas y niños.
- 2008: Escuela de Iniciación Artística No. 2 del I.N.B.A. (Cuauhtémoc, CDMX):
  - Seminario de Genealogía del actor: "El cómico de la legua".

#### Promoción sociocultural
- 1995 - 1998: Cultura Joven, A.C. (Cuernavaca, Jiutepec y Temixco, Mor.):
  - Taller "La máscara y el culto a los muertos".
  - Taller "Un encuentro con el teatro".
  - Laboratorio teatral "Del dolor a la esperanza".
- 1998: Cultura Joven, A.C. y Comisión Independiente de Derechos Humanos de Morelos, A.C. (Cuernavaca, Mor.):
  - Taller de Elaboración y manejo de máscara teatral.
- 1998: Dirección General de Culturas Populares | PACMyC Morelos (Cuernavaca, Jiutepec, Temixco, Cuautla, Santa Catarina y Xoxocotla, Mor.):
  - Laboratorio de Comunicación Teatral.
- 2004 - 2006: Centros de Prevención Comunitaria Reintegra, I.A.P. (Cuauhtémoc, CDMX):
  - Curso de verano "Reciclarte".
  - Taller de Teatro para niñas y niños en situación de riesgo.
  - Taller de Teatro para jóvenes en situación de calle.
  - Curso de verano "Máscara teatral".
  - Curso de verano "Acercamiento al teatro".
  - Taller-Laboratorio de Teatro "Guerrer@s".
- 2014: Tapanco Centro Cultural, A.C. (Mérida, Yuc.):
  - Seminario de Actu@cción: Herramientas escénicas para la actuación social.
- 2016 - 2017: Tapanco Centro Cultural, A.C. - Red Alterna / Agrupación de Artistas Escénicos (Mérida, Yuc.):
  - Seminario de Herramientas Escénicas y Sociales para la Acción Comunitaria.

#### Educación superior
- 2008 - 2009: Escuela Superior de Artes de Yucatán | Licenciatura en Teatro (Mérida, Yuc.):
  - Módulo de Actuación IV: Realismo.
  - Práctica escénica III: Teatro contemporáneo.
  - Curso de Actuación III: Clásico.
- 2009 - 2010: Universidad Modelo | Licenciatura en Letras Hispánicas (Mérida, Yuc.):
  - Taller de Apreciación y creación de géneros literarios.
  - Curso de Teatro Hispanoamericano del siglo XX.
  - Taller de Guionismo.
  - Taller de Expresión literaria.
- 2010 - 2011: Escuela Superior de Artes de Yucatán | Licenciatura en Teatro (Mérida, Yuc.):
  - Práctica escénica II: Siglo de Oro Español.
  - Curso de Actuación III: Clásico.
  - Curso de Espacios y teatralidades liminales.
  - Asignatura de Espacio escénico.
- 2011: Instituto Queretano de la Cultura y las Artes | Encuentro de Creadores Teatrales Independientes (Querétaro, Qro.):
  - Taller de Genealogía del actor: "El Cómico de la legua".
- 2011 - 2015: Escuela Superior de Artes de Yucatán | Licenciatura en Teatro (Mérida, Yuc.):
  - Taller de Investigación en Siglo de Oro Español, Teatro Isabelino y Clasicismo Francés.
  - Taller de Investigación en Teatros Griego, Latino, Medieval y Renacentista.
  - Asignatura en Teorías teatrales.
  - Práctica escénica III: Teatro contemporáneo.

### Periodismo

#### Prensa escrita
- El Juglar, suplemento cultural de la Universidad Autónoma de Coahuila, Unidad Laguna (Torreón, Coah.).
- La Opinión (Torreón, Coah.).
- Noticias de El Sol de La Laguna (Torreón, Coah.).
- El Siglo de Torreón (Torreón, Coah.).
- "El Circo", suplemento del periódico El Regional del Sur (Cuernavaca, Mor.).
- Generación Z, revista editada por el Centro de Documentación Juvenil de Cultura Joven, A.C. (Cuernavaca, Mor.).
- Revista Convergencia Socialista, editada por el PRT (México, D.F.).
- Periódico La Jornada Morelos (Cuernavaca, Mor.).
- Revista Los Universitarios, editada por la Coordinación de Difusión Cultural de la UNAM (México, D.F.).
- Revista Mexicana de Teatro Paso de Gato.
- Origama, revista de arte y cultura contemporánea.
- Periódico Milenio-Novedades (Mérida, Yuc.).

#### Medios electrónicos
- Grupo Radio Estéreo Mayrán (Torreón, Coah.).
- "La Banda", programa de radio del antes Sistema Morelense de Radio y Televisión (Cuernavaca, Mor.).

#### Medios digitales
- INTER@ctuar, boletín electrónico de la RED@ctuar (México)
- Rebelión, periódico electrónico de información alternativa (España).
- Enkidu Magazine (México).
- Agencia Periodística de Información Alternativa, APIA Virtual (México).
- Machetearte (México).
- La Otra Chilanga (México).
- La Voie du Jaguar (Francia).
- Artezblai, periódico digital de artes escénicas (España).
- Tercera Información (España).
- El Sótano, revista de artes escénicas (México).
- Agencia Latinoamericana de Información (Ecuador).
- Miradas Múltiples (México).

## Premios y reconocimientos
- 1991. Mejor Actor. Revelación Juvenil. Diario La Opinión (Torreón, Coah.).
- 1998. Proyecto ganador del Programa de Apoyo a Culturas Municipales y Comunitarias, PACMyC (Cuernavaca, Mor.).
- 2001. Obra ganadora del Festival Universitario de Teatro de la UNAM: La ronda, de Arthur Schnitzler. Dir. Gilberto Guerrero.
- 2010. Proyecto ganador "Práctica de vuelo": Tu ternura molotov, de Gustavo Ott. Dir. Juan de Dios Rath. Prod. Ariadna Medina.
- 2013. Proyecto ganador del Programa de Coinversiones del Fondo Nacional para la Cultura y las Artes (FONCA): Formión, de Terencio. Dir. Miguel Ángel Canto.
- 2017: Proyectos ganadores del Fondo Municipal para las Artes Escénicas y la Música 2017: Macario Muuch, original de Juan Rulfo. Concepto escénico: Sebastián Liera; y El cruce, de Alejandro Román. Dir. escénica: Adis Eduardo López. Dir. pedagógica: José Ramón Enríquez.